# Sigma de la Popa
Sigma de la Popa (σ Puppis) és un estel a la constel·lació de la Popa, la popa de l'Argo Navis. De magnitud aparent +3,25, s'hi troba a 194 anys llum de distància del Sistema Solar. Ocasionalment és coneguda amb el nom d'Hadir.
Sigma de la Popa és una gegant taronja de tipus espectral K5III amb una temperatura superficial aproximada de 3970 K. Incloent-hi la radiació infraroja que emet, la seva lluminositat és 347 vegades major que la del Sol. Té un radi 39 vegades més gran que el radi solar i una massa cinc vegades major que la del Sol. Probablement en el seu nucli ha cessat la fusió nuclear de l'heli en carboni i oxigen, mentre que la seva edat aproximada és de 1400 milions d'anys.
Sigma de la Popa posseeix una companya estel·lar detectada mitjançant espectroscòpia el període orbital de la qual és de 257,8 dies. La seva òrbita és moderadament excèntrica (e = 0,17). Aquesta acompanyant és un estel blanc de la seqüència principal de tipus A0V - A2V. Té una massa entre 2,0 i 2,5 masses solars i un radi entre 1,8 i 2,4 vegades més gran que el del Sol. La separació mitjana entre ambdós estels equival a quatre vegades el radi de la gegant (unes 0,18 ua).
Un tercer estel de magnitud +9,4 completa el sistema estel·lar. Visualment a 22,3 segons d'arc del parell interior, és una nana groga de tipus G5V. La seva separació real respecte a la binària és igual o superior a 1300 ua, la qual cosa implica que el seu període orbital és d'almenys 27.000 anys.